# Руда (Лохвицкий район)
Руда́ (укр. Руда) — село,
Токаревский сельский совет,
Лохвицкий район,
Полтавская область,
Украина.
Код КОАТУУ — 5322687205. Население составляет ↘37 человек.

## Географическое положение
Село Руда находится в 2,5 км от левого берега реки Артополот,
в 1,5 км от села Старый Хутор и в 3-х км от села Токари.
По селу протекает пересыхающий ручей с запрудой.
Рядом проходит автомобильная дорога Т-1705

## История
- Село основано в 1929 году.